# Lepidozia hasskarliana
Lepidozia hasskarliana là một loài rêu tản trong họ Lepidoziaceae. Loài này được (Lindenb.) Stephani miêu tả khoa học lần đầu tiên năm 1909.